# Schnellert (Pseudodolmen)
 Der Schnellert ist ein Pseudo-Dolmen im gleichnamigen Wald zwischen Berdorf und Müllerthal bei Echternach in Luxemburg.
Bei dem Pseudo-Dolmen handelt es sich um ein natürliches, zufällig entstandenes, an einen Dolmen erinnerndes Gebilde aus Steinblöcken, wie es aus verschiedenen Regionen bekannt ist (Cova d’en Genís, Dolmen von Busnela, Dolmen von Chevresse, Dolmen von Solwaster, Pierre au Rey, La Table des Géants in Reinhardsmunster und  L’autel des Druides in Pfaffenheim (beide im Département Haut-Rhin) der Dolmen di Avola auf Sizilien und von Sparossino in Ligurien).
Eine etwa 50 Zentimeter breite, zwei Meter lange und einen Meter hohe rechteckige Nische ist an drei Seiten durch Felsblöcke geschlossen. An der vierten Seite lässt sie einen schmalen Zugang offen. Die Nische wird von einem gewaltigen Stein bedeckt. Bei der ersten Ausgrabung 1908 durch Nicolas van Werveke wurde das Gebilde als Dolmen bezeichnet. Eine zweite Ausgrabung erfolgte 2000. In dem Pseudo-Dolmen wurden um 2700 v. Chr. ein erwachsener Mann und ein Kind von etwa 12 Jahren bestattet. Offenbar hat die Dolmenform die neolithischen Menschen dazu angeregt, den Ort zu nutzen.